# Institut für Fennistik und Skandinavistik Greifswald

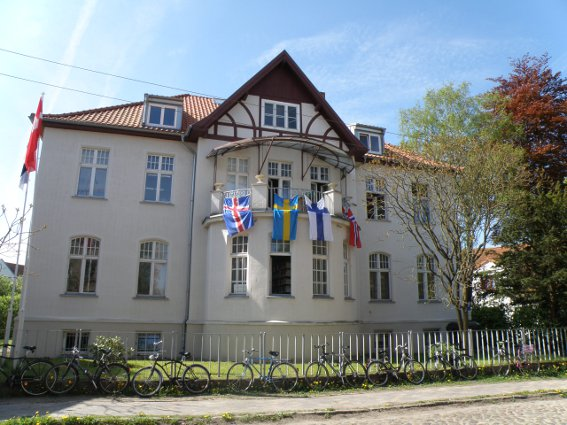
Das ehemalige Institutsgebäude in der Hans-Fallada-Straße 20.

Das Institut für Fennistik und Skandinavistik an der Universität Greifswald wurde 1918 als Nordisches Institut gegründet und ist damit das älteste Institut der Fennistik und Skandinavistik in Deutschland, das neben dem Angebot von Sprachkursen auch fachwissenschaftlich arbeitet. Das Institut ist heute in die drei Lehrstühle Fennistik, Neuere Skandinavische Literaturen und Skandinavistische Sprachwissenschaft aufgeteilt und umfasst des Weiteren fünf Sprachlektorate. In den angebotenen Bachelor- und Masterstudiengängen sowie in Lehramtsstudiengängen für Gymnasien und Regionalschulen liegt der Schwerpunkt auf philologischen Lehrinhalten, der Landeskunde und dem Erlernen nordeuropäischer Sprachen (zurzeit – Stand Oktober 2023 – umfasst das reguläre Lehrangebot die Sprachen Dänisch, Norwegisch, Schwedisch, Estnisch und Finnisch). Eng an das Institut angebunden ist der Verein „Nordischer Klang e.V.“, der seit 1992 in Kooperation mit den Mitarbeitenden und Studierenden des Instituts das Kulturfestival Nordischer Klang veranstaltet – das größte jährliche Festival für nordeuropäische Kultur außerhalb Skandinaviens.

## Institutsgeschichte

### Die „Schwedenzeit“ und Gründung des Instituts
Studien zu Nordeuropa haben in Greifswald eine lange Tradition, vor allem aufgrund des Kontaktes der Stadt und der Universität zu den nördlichen Nachbarländern, der sich durch die günstige Lage an der Ostsee ergibt. Die Geschichte der Universität Greifswald ist geprägt durch enge Beziehungen in den Ostseeraum, vor allem zu Schweden. 1456 gegründet, zählt die Universität zu den ältesten im Ostseeraum. Nachdem Vorpommern und Rügen nach dem Ende des Dreißigjährigen Krieges unter die Verwaltung der schwedischen Krone fielen, galt die Universität nunmehr als die älteste in Schweden. In dieser „Schwedenzeit“ von 1648 bis 1815 entwickelte sich die Universität zu einem Bindeglied zwischen Greifswald und Schweden. So studierten beispielsweise im 17. Jahrhundert zwei der bekanntesten schwedischen Barockdichter in Greifswald, Georg Stiernhielm (1598–1672) und Lasse Lucidor (1638–1674). Aus dieser Zeit stammen wertvolle schwedische Bibliotheksbestände.
Ein Institut, das speziell auf Nordeuropa-Studien ausgerichtet war, gab es zur Schwedenzeit allerdings noch nicht. Sehr wohl aber fanden erste Vorlesungen zur schwedischen Sprache und Literatur statt, die vom Dichter und Philosophen Thomas Thorild (1759–1808) gehalten wurden. Diese akademische Beschäftigung mit schwedischer Philologie dürfte die erste ihrer Art an einer Hochschule im deutschsprachigen Raum gewesen sein. Außerdem wurden vor allem altnordistische Themen von Vertretern der germanistischen Philologie bearbeitet, z. B. befasste sich Karl Robert Klempin (1816–1874) mit Eddaliedern und nordischer Mythologie.

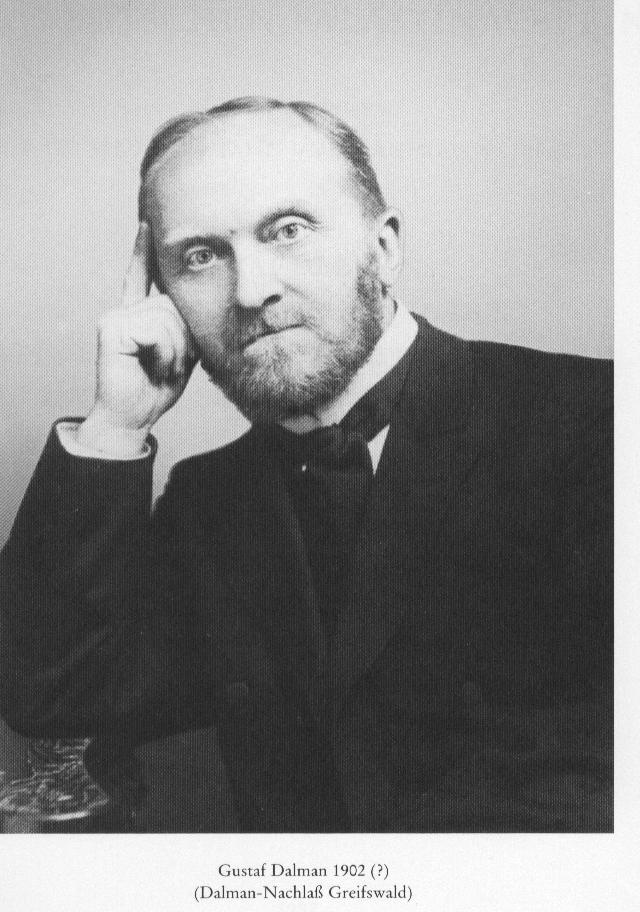
Erster Institutsdirektor Gustaf Dalman

Nach einem gescheiterten Versuch des Theologen Friedrich Wilhelm von Schubert (1788–1856) im Jahr 1821 kam es schließlich im Jahr 1918 zur Gründung eines Nordischen Instituts an der Universität Greifswald auf Veranlassung der preußischen Regierung: „Vorausgegangen waren viele Gespräche und langwierige Verhandlungen seit dem Sommer 1917, nachdem anfangs 1917 das Preußische Abgeordnetenhaus beschlossen hatte, im Rahmen einer verstärkten Pflege der Auslandsstudien an den preußischen Universitäten auch den Norden Europas miteinzubeziehen.“ Ein wichtiger Faktor in diesen Verhandlungen stellte der Erste Weltkrieg dar, da man im Falle eines Sieges beabsichtigte, die preußische Weltpolitik grundlegend auszubauen, wie es aus einem Beitrag von Karl Lamprecht hervorgeht: „Werden wir in jedem Falle, besonders in dem eines Sieges, einer Weltpolitik großen Stils zugedrängt, so muß die Nation vor allem anderen zunächst selbst auf die Höhe weltpolitischen Denkens gehoben werden.“
Am Tag der ersten Jahresversammlung, dem 4. Oktober 1918, wurde das Institut feierlich eröffnet; zum ersten geschäftsführenden Direktor wurde der Geheime Konsistorialrat und Palästinawissenschaftler Gustaf Dalman (1855–1941) gewählt.
Da die preußische Regierung eine Ausweitung der Forschung im Sinne einer „wissenschaftlichen Auslandskunde“ forderte, blieb die Forschung des jungen Nordischen Instituts nicht allein auf die Schwerpunkte nordische Philologie und das Altnordische beschränkt, sondern wurde um zusätzliche Disziplinen wie Rechts-, Geografie, Politik- sowie Wirtschaftswissenschaften erweitert. Die Öffnung zu aktuellen politischen, wirtschaftlichen und kulturellen Fragestellungen zog weiterhin einige wichtige Veränderungen im Lehrangebot nach sich, da nun Sprachkenntnisse in neu-skandinavischen Sprachen zwingend notwendig wurden. So wurden erstmals neben Lehrveranstaltungen zum Altnordischen auch Dänisch, Finnisch und Schwedisch unterrichtet. Dafür wurde 1919 ein schwedisches, 1921 ein finnisches und 1931 ein dänisches Lektorat gegründet – das finnische Lektorat war das erste seiner Art auf deutschem Boden. Ein isländisches Lektorat folgte 1934, das allerdings aufgrund struktureller Umwandlungen zu diesem Zeitpunkt gleich ein eigenständiges Institut bildete. Das isländische Lektorat war ebenfalls das erste seiner Art in Deutschland und dessen Gründung war der Anlass dafür, dass im Gegenzug ein festes deutsches Lektorat an der Universität Island in Reykjavík eingerichtet wurde. Für den Norwegisch-Unterricht konnten allerdings bis 1945 keine festen Regelungen gefunden werden; die Sprachkurse wurden teilweise von norwegischen Staatsbürgern gehalten, ohne jedoch einem festen Lektorat zugeordnet zu sein.
Das Institut zog im Laufe der Zeit mehrmals um, wie bei Höll dokumentiert: „Von 1918 bis 1929 war das Nordische Institut in anfangs zwei, seit 1919 in vier ehemaligen Räumen des Geographischen Seminars in der Domstraße 14 untergebracht, nachdem durch das Entgegenkommen [Gustav] Brauns ursprüngliche Behelfsvarianten (Turnhalle in der heutigen Fallada-Straße, Fechthalle Kuhstraße, Domstraße 9 oder 10) verworfen werden konnten. Der nachfolgende Umzug in das Gebäude des Germanistischen Instituts Stralsunder Straße 11 wie auch die 1932/33 erfolgte Verlegung in das Haus Roonstraße/Ecke Pommerndamm (heute Rudolf-Petershagen-Allee 1) brachten jeweils erheblichen Raumgewinn.“ Ende der 1960er Jahre bezog man das Haus in der Hans-Fallada-Straße 20, das fast 50 Jahre lang als Standort des Instituts diente. Im September 2018 zog das Institut in den neuen zentralen Campus für Sozial- und Geisteswissenschaften am Ernst-Lohmeyer-Platz 3.
Die ersten Lehrstuhlinhaber der Nordischen Philologie forschten auch zur Deutschen Philologie: Wolf von Unwerth (1886–1919) war von 1918 bis 1921 Lehrstuhlinhaber für Deutsche und Nordische Philologie. Ihm folgten 1921 Paul Merker (1881–1945), welcher neben nordischer Philologie auch eine Professur in Neugermanistik innehatte, und 1928 Leopold Magon (1887–1968), Professor für Deutsche und Nordische Philologie. Magon war nicht nur Lehrstuhlinhaber, sondern übernahm auch die Position des Direktors des Nordischen Instituts ab 1928. 1933 wurden die bestehenden Länderabteilungen in eigene Länderinstitute umgewandelt, sodass Magon als Geschäftsführender Direktor nunmehr das Dänische, Norwegische und Isländische Institut leitete, während dem Schwedischen Institut bis 1945 der Historiker Johannes Paul (1891–1990) vorstand und Hans Grellmann (1898–1945) das Institut für Finnlandkunde leitete, das 1922 gegründet worden war und welchem bis 1933 der Geografieprofessor Gustav Braun (1881–1940) vorgestanden hatte. Besonders erwähnenswert ist in diesem Kontext, dass Walter Baetke (1884–1978), der vor allem für sein auch heute noch viel genutztes Wörterbuch zur altnordischen Prosaliteratur (1965/1968) bekannt ist, im Sommersemester 1934 in Greifswald lehrte, bevor er nach Leipzig ging.
Das Nordische Institut entwickelte sich zunehmend zum Mittelpunkt der Nordeuropaforschung in der Weimarer Republik – auch wenn sich in den 1920er Jahren auch drei weitere Standorte (Kiel, Hamburg und Berlin) als skandinavistische Zentren etablieren konnten, deren Forschung über die traditionelle Disziplin der Altnordistik hinausging. 1923 wurde etwa die erste Ausgabe der institutseigenen akademischen Publikationsreihe Nordische Studien herausgegeben und ab 1928 erschien die Zeitschrift Nordische Rundschau Weiterhin bestand ein enger wissenschaftlicher Austausch mit den nordischen Ländern in Form von Gastvorträgen von nordeuropäischen Wissenschaftlern sowie eine enge Zusammenarbeit mit der schwedischen Universität Lund.

### Das Nordische Institut von 1933 bis 1945
Da sich die Ideologie des nationalsozialistischen Regimes besonders mit der nordischen Mythologie und allgemein „dem Nordischen“ identifizierte, waren die Jahre 1933–1945 für das Nordische Institut auch eine Zeit der politischen Stellungnahme. Einige Institutsmitglieder standen der Ideologie der neuen Machthaber näher als andere; der Institutsdirektor Leopold Magon konzentrierte sich beispielsweise auf die wissenschaftlichen Beziehungen zu den nordeuropäischen Ländern und distanzierte sich von der offiziellen Politik, während der Direktor des neugegründeten schwedischen Länderinstituts, der Historiker Johannes Paul mit dem NS-Regime sympathisierte. Institutsmitglieder, die sich gegen die Parteilinie positionierten, bekamen die Folgen ihres Verhaltens deutlich zu spüren. So lehnte die Philosophische Fakultät 1936 die Wahl von Leopold Magon zum Dekan ab, da er nicht nur kein NSDAP-Mitglied war, sondern darüber hinaus auch Beziehungen zum katholischen Pfarrer und Studentenseelsorger Alfons Maria Wachsmann (1896–1944) unterhielt, der seit 1929 die Pfarrei St. Joseph in Greifswald betreute und 1944 von den Nationalsozialisten wegen „Wehrkraftzersetzung“ hingerichtet wurde. Der damalige Schwedischlektor Stellan Arvidsson (1902–1997) wurde aufgrund seiner sozialistischen Haltung bereits 1933 aus Deutschland ausgewiesen. Er kehrte in den 1970ern und 1980ern als Gastprofessor nach Greifswald zurück und hielt u. a. literaturwissenschaftliche Vorlesungen über Thomas Thorild.
Nach der Machtübergabe an die Nationalsozialisten 1933 wurde die Hochschulpolitik nach den faschistischen Grundsätzen der NS-Regierung ausgerichtet, was auch bedeutete, dass Personal, das nicht den staatlichen Vorgaben entsprach, ersetzt werden sollte. So wurde der Versuch unternommen, Leopold Magon zum Rücktritt von seinem Direktorposten zu bewegen, um diesen Johannes Paul zuzusprechen, der mit den neuen Machthabern sympathisierte. Magon konnte eine direkte Amtsenthebung verhindern, jedoch nur unter der Bedingung, dass die Organisationsstruktur des Nordischen Instituts grundlegend verändert wurde. So wurde der Institutsvorstand als demokratisches Organ innerhalb des Instituts aufgelöst und fünf eigenständige Länderinstitute (einschließlich eines finnischen und eines neuen isländischen Instituts) gebildet. Diese neue Gliederung blieb bis 1945 bestehen. Nach der Ablösung Magons als geschäftsführender Direktor im Jahr 1934 durch Johannes Paul, der dem schwedischen Institut vorstand, hatte Magon faktisch keinerlei Einfluss mehr auf die Ausrichtung und Entscheidungen des Instituts.
Allmählich setzte ein Prozess ein, durch den die Forschungsinhalte den Vorgaben und Forderungen des NS-Regimes angepasst wurden – insbesondere in den Bereichen Vor- und Frühgeschichte sowie Volks- und Rassenkunde, die die Überlegenheit der sog. „nordischen Herrenrasse“ legitimieren sollten. Es fanden vermehrt Lehrveranstaltungen zum „nordischen Rassenkult“, der nordischen Geschichte sowie zur „nordisch-germanischen Heldenmystik“ statt. Dies bedeutete jedoch nicht, dass die Breite des Themenspektrums eingeschränkt wurde: „Aus der unverändert breiten Thematik der Lehrveranstaltungen ergab sich trotz zunehmenden germanozentrischen Charakters nach wie vor ein hoher Informationswert über nordeuropäische Verhältnisse.“ Das Nordische Institut diente außerdem als Organ der Informationsbeschaffung für die NSDAP und die Regierung, denn schon bald nach der Machtübergabe wurde regelmäßig eine Zusammenstellung von Informationen aus nordeuropäischen Zeitungen an zahlreiche Stellen in der NSDAP und der Regierung weitergeleitet.
Mit Beginn des Zweiten Weltkrieges kam die Forschung im Nordischen Institut vollständig zum Erliegen und auch die Lehre wurde zum Ende des Kriegs auf einige wenige Sprachkurse beschränkt. 1943 wurde trotz der widrigen Umstände eine Feier zum 25-jährigen Bestehen des Instituts abgehalten, auch wenn die geplante Verleihung der Ehrendoktorwürde an Nobelpreisträger Knut Hamsun (1859–1952) nicht stattfinden konnte.

### Das Nordische Institut in der DDR
Etwa ab der Mitte der 1950er Jahre begann das SED-Regime, die Außenpolitik der DDR zu intensivieren. Die neugegründete DDR wollte ihre Präsenz im Ausland steigern mit dem Ziel, neben der BRD als eigenständiger Staat anerkannt zu werden. Das Nordische Institut, das während des Krieges geschlossen werden musste, sollte deshalb nach dem Krieg schnellstmöglich wiedereröffnet werden, damit Grundlagen für die außenpolitische Arbeit in den nordischen Ländern geschaffen werden. Institutsdirektor Leopold Magon, der 1945 zum Dekan der Philosophischen Fakultät gewählt worden, setzte sich für die Wiedereröffnung des Instituts ein, bis er 1950 nach Berlin berufen wurde. Im darauffolgenden Jahr, 1951, gab es bereits wieder erste Lehrveranstaltungen (Sprachkurse in Schwedisch, eingegliedert in die Studiengänge der deutschen Philologie) und 1954 wurde das Institut schließlich wiedereröffnet. Zu diesem Zeitpunkt war es das einzige Nordische Institut mit vollem Lehrangebot in der DDR. Neben Vorlesungen zum Altnordischen, wikingerzeitlichen Themen sowie skandinavistischer Literaturgeschichte gab es nun auch wieder Sprachunterricht, der in den Fächern Schwedisch, Dänisch, Finnisch und kurzzeitig auch Isländisch von Muttersprachlern übernommen werden konnte. Bereits vor dem Krieg unterrichteten einige bekannte Persönlichkeiten aus Nordeuropa am Nordischen Institut, was auch in der DDR-Zeit fortgeführt werden konnte. Dazu zählen u. a. der Runologe Sven Birger Fredrik Jansson (1906–1987), der Autor und Theaterdirektor Arvi Kivimaa (1904–1984), der Autor, Übersetzer und Religionshistoriker Åke Ohlmarks (1911–1984), der Sprachwissenschaftler Lauri Posti (1908–1988) und der Sprachwissenschaftler Arnulv Sudmann (1912–1981).
Im gleichen Jahr, 1954, wurde auch der Posten des Institutsdirektors neu besetzt; Ruth Dzulko-Axmann (* 28. April 1915; † 9. November 2019), 1942 promoviert und 1952 in Jena habilitiert, übernahm die Leitung des Nordischen Instituts, wenn auch nur für kurze Zeit. Die Kürze ihrer Amtszeit hatte politische Gründe. Der Staatssicherheitsdienst hatte Direktorin Dzulko nahegelegt, in der Philosophischen Fakultät als Informantin für die Stasi tätig zu werden. Aus Gewissensgründen lehnte Dzulko ab und zog daraufhin notgedrungen im September 1955 aus der DDR in die Bundesrepublik, zuerst nach Berlin und später nach Düsseldorf. Nicht alle Mitglieder des Instituts waren bereit, solch einen radikalen Schritt wie die Aufgabe der eigenen wissenschaftlichen Karriere zu gehen. Dieser Teil der Institutsgeschichte wird zudem erst 1993 bei Friese aufgearbeitet: „Der Neubeginn des Instituts nach 1945 fand also 1954 statt, nicht 1956, wie noch 1980 (H. Joachimi, Nordeuropawissenschaften in der DDR, Greifswald 1980, 7) und 1990 (Nordeuropa-Institut der EMAUG, 6) behauptet wird.“
Nach Ruth Dzulkos Weggang wurde der Direktorposten mit Fritz Tschirch (1901–1975), dem Direktor des Instituts für Deutsche Philologie, zunächst kommissarisch besetzt. Ihm folgte Hans-Friedrich Rosenfeld (1899–1993), bis 1957 Bruno Kress (1907–1997), ein anerkannter Experte der isländischen Sprache und Literatur, den Posten (weiterhin kommissarisch) übernahm.
In den 1960ern entwickelte sich das Nordische Institut – ab 1968 die Sektion Nordeuropawissenschaften – zu einem Zentrum für Nordeuropastudien in der DDR, das von der SED-Regierung für die „Kaderausbildung für den Staats- und Parteiapparat“ vorgesehen war; der Lehrplan wurde dementsprechend auf politisch-ökonomische Schwerpunkte ausgerichtet. Wie schon in der Anfangszeit des Instituts in den 1920ern wurde nun verstärkt Wert auf interdisziplinäre Forschung gelegt: „Außer der Nordistik und Fennistik kamen die Wissenschaftsbereiche Internationale Beziehungen, Ökonomie, Geschichte, Kulturwissenschaft sowie Staat und Recht hinzu“. Literatur- und Sprachwissenschaft spielten nunmehr nur eine untergeordnete Rolle: Beide Fächer waren „Orchideen, die am Rande mitblühen durften“.
In seiner Stellungnahme über das Programm der Nordistik (1957/58) machte Direktor Bruno Kress deutlich, dass die marxistisch-leninistische Ideologie künftig eine größere Rolle in Forschung und Lehre des Instituts spielen würde. Diese Linie wurde von seinen Nachfolgern Rudolf Agricola (1900–1985), Horst Bien (1920–1993) und Herbert Joachimi weiterverfolgt und der Einfluss der sozialistischen Ideologie ist an der weiteren Forschung nicht spurlos vorbeigegangen. Ein Beispiel für eine solche ideologisch geprägte Wissenschaft ist das Projekt „Nordeuropa im internationalen Klassenkampf“, das in den Jahren 1976 bis 1980 durchgeführt wurde. Doch neben diesen Forschungsarbeiten gab es auch Arbeiten, in denen die ideologischen Phrasen eher als klischeehafte Pflichtübungen absolviert werden.
Seit 1966 wurde zudem wieder eine institutseigene Publikationsreihe herausgegeben, die Nordeuropa-Studien (auch als „Das grüne Heft“ bekannt). Diese Reihe erschien bis 1993 in insgesamt 30 Jahrgängen (inkl. Sonderhefte).
1976 wurde ein eigener Lehrstuhl für Fennistik eingerichtet, den der Literaturwissenschaftler Kurt Schmidt in den Jahren 1977 bis 1993 übernahm – wie schon die Gründung des finnischen Lektorats 1921 war dies die erste Institution ihrer Art an deutschen Universitäten. Schmidt wurde 1982 auch Leiter der Sektion Nordeuropawissenschaften, bis 1987 die Professorin im Bereich Staat und Recht, Edeltraut Felfe diese Stelle übernahm.

### Nachwendezeit und jüngste Vergangenheit
Die Wende brachte viele Veränderungen für das Nordeuropa-Institut mit sich. Nachdem die Universität im September 1992 wiedereröffnet worden war, wurden manche Mitarbeiter des Instituts entlassen, „sie scheiterten zumeist an der nach dem Hochschulerneuerungsgesetz des Landes Mecklenburg-Vorpommern geforderten doppelten Überprüfung durch eine Ehrenkommission (die das Verhalten der hauptberuflichen Mitglieder der Universität beurteilte und eine ehemalige Tätigkeit für den Staatssicherheitsdienst überprüfte) oder eine Fachkommission, die die Befähigung zu Lehre und Forschung untersuchte; einige konnten aus strukturellen Gründen nicht übernommen werden.“ Viele Mitarbeiter genossen ihre neue Redefreiheit und Entscheidungen wurden meist basisdemokratisch getroffen. 1992 wurde Hans Fix-Bonner zum neuen kommissarischen Direktor des Instituts ernannt, der von der Rheinischen Friedrich-Wilhelms-Universität Bonn nach Greifswald gewechselt war und somit Erfahrungen über die Struktur und Organisation westdeutscher Universitäten für den Neuaufbau des Instituts einbringen konnte. Anders als in der Zeit vor der Wiedervereinigung wurde der Schwerpunkt nun wieder auf die philologischen Fächer Sprach- und Literaturwissenschaft gelegt, die gesellschafts- und sozialwissenschaftlichen Abteilungen fielen weg, auch wenn diese Themen weiterhin durch einzelne Kurse und Ergänzungsbereiche abgedeckt wurden.
Die philologischen Bereiche der Fennistik wurden nach der Wende strukturell unverändert fortgeführt. Kurt Schmidt vertrat den Lehrstuhl auch nach seiner Emeritierung, bis er 1994 mit Pekka Lehtimäki (1994–2000) neu besetzt wurde. Von 2000 bis 2008 übernahm Sirkka-Liisa Hahmo den Lehrstuhl der Fennistik, ihr Nachfolger wurde Marko Pantermöller, der auch heute noch der Lehrstuhlinhaber ist. 2011 feierte die Greifswalder Fennistik das 90-jährige Jubiläum des Finnisch-Unterrichts in Deutschland.
Nach der Wiedervereinigung begann man in Greifswalder Skandinavistik auch gleich mit der Kontaktaufnahme zu anderen Instituten im Westen und vor allem nach Westberlin. So waren (und sind) Greifswalder Skandinavisten Redaktionsmitglieder bei der Zeitschrift NordeuropaForum (Redaktionssitz: FU Berlin) und Mitherausgeber der Zeitschrift European Journal of Scandinavian Studies (früher: Skandinavistik; Redaktionssitz: Christian-Albrechts-Universität Kiel). 1995 fand außerdem die Arbeitstagung der Skandinavistik (ATdS) – die größte Tagung der deutschsprachigen Skandinavistik, die alle zwei Jahre von einer anderen Universität ausgerichtet wird – in Greifswald statt. Weiterhin gründeten der Neuskandinavist Walter Baumgartner und Hans Fix-Bonner das Internationale Rezensionsorgan für Skandinavistik (IROS), das von 1995 bis 2000 erschien.
Seit 1991 gibt es mit dem Nordischen Klang ein 7- bis 10-tägiges Kulturfestival, das ein an das Institut assoziierter Verein in enger Zusammenarbeit mit den Mitarbeitenden des Instituts und den Studierenden organisiert, und das jährlich über 100 Musiker, Schriftsteller, Künstler und Wissenschaftler aus den nordischen Ländern Dänemark, Estland, Finnland, Island, Norwegen und Schweden nach Greifswald holt.
In den Jahren 2008 bis 2013 war das Institut kurzzeitig als untergeordnete Nordische Abteilung in das Institut für fremdsprachigen Philologien integriert; nach der Auflösung dieses Dachinstituts erhielt die Einrichtung jedoch bald ihre Eigenständigkeit zurück und heißt seitdem Institut für Fennistik und Skandinavistik.
Die beiden Lehrstühle für Skandinavistik werden heute vertreten durch Christer Lindqvist (Skandinavistische Sprachwissenschaft) und Clemens Räthel (Neuere Skandinavische Literaturen).

## Organisation und Lehrangebot

### Lehrstühle und Lektorate
- Lehrstuhl für Fennistik
- Lehrstuhl für Neue Skandinavische Literaturen
- Lehrstuhl für Skandinavistische Sprachwissenschaft
- Lektorat für Finnisch
- Lektorat für Estnisch
- Skandinavistische Lektorate: Dänisch, Norwegisch, Schwedisch
- Färöisch wird in unregelmäßigem Turnus vom Lehrstuhl für Skandinavistische Sprachwissenschaft angeboten und hat kein eigenes Lektorat

### Studiengänge

#### Bachelor of Arts
- B.A. Fennistik
- B.A. Skandinavistik

#### Master of Arts
- M.A. Kultur - Interkulturalität -Literatur (KIL) (Wahl einer Schwerpunktphilologie: Germanistik, Skandinavistik, Anglistik/Amerikanistik, Slawistik; Kulturwissenschaft und DaF)
- M.A. Sprachliche Vielfalt (LADY) (Anglistik/Amerikanistik, Baltistik, Fennistik, Germanistik, Skandinavistik, Slawistik)

Bei den Masterstudiengängen KIL und LADY arbeiten fachverwandte Philologien zusammen; die Studierenden wählen eine Schwerpunktphilologie aus, in der sie sich spezialisieren und fachübergreifende Inhalte mit Studierenden aus anderen Philologien zusammen erlernen. Es handelt sich jeweils um einen integrierten sprachwissenschaftlichen sowie einen integrierten literatur- und kulturwissenschaftlichen Masterstudiengang, die erstmals im Sommersemester 2014 eingerichtet wurden.

#### Lehramtsstudiengänge
- Lehramtsstudiengänge für Regionale Schule: Dänisch, Norwegisch oder Schwedisch
- Lehramtsstudiengänge Gymnasium: Dänisch, Norwegisch oder Schwedisch

### Studien im Rahmen anderer Studiengänge
Im Rahmen der folgenden Fächer macht das Institut für Fennistik und Skandinavistik nordeuroparelevante Lehrinhalte zugänglich:
- B.Sc. Geographie
- M.Sc. Tourismus und Regionalentwicklung
- General Studies mit den Modulen
  - Kulturformen Nord- und Osteuropas
  - Kultur, Literatur und Sprache in Nordeuropa
  - Sprachkompetenz in Europa
  - Spracherwerbsmodule von Grundstufe bis Oberstufe in Dänisch, Norwegisch, Schwedisch, Finnisch und Estnisch
- Ergänzungsbereich von Masterstudiengängen, insb. M.A. Sprache und Kommunikation
- Kultur und Landeskunde des Ostseeraums im Schwerpunkt Internationale BWL des Diplomstudiengangs BWL

## Publikationen
Hauseigene Zeitschriften und Schriftenreihen:
- Nordische Studien. (erschienen 1923–1939 in 21 Bänden)
- Nordische Rundschau. Vierteljahresschrift. Hrsg. von den Nordeuropa-Instituten der Ernst-Moritz-Arndt-Universität Greifswald. DeGruyter, und Westermann, Leipzig und Braunschweig (erschienen 1928–1939).
- Nordeuropa (= Wissenschaftliche Zeitschrift der Ernst-Moritz-Arndt-Universität Greifswald). (wechselnde Bezeichnung: anfangs Jahrbuch für nordische Studien, teils Nordeuropa-Studien; inoffiziell auch: „Das grüne Heft“; erschienen 1966–1993)
- Wissenschaftlichen Beiträge der Ernst-Moritz-Arndt-Universität Greifswald zur Nordeuropa-Forschung (erschienen 1982–1989)
- Internationales Rezensionsorgan für Skandinavistik (IROS; erschienen 1995–2000)

Zusammenarbeit mit:
- European Journal for Scandinavian Studies (ehemals Skandinavistik, Namensänderung ab Jahrgang 2010, Band 41; erscheint seit 1970)
- Nordeuropa-Forum; Zeitschrift für Politik, Wirtschaft und Kultur (erscheint seit 1991)

## Erasmus-Partner-Hochschulen/Universitäten
- Åbo Akademi (FIN)
- Universitetet i Bergen (NOR)
- Jyväskylän Yliopisto (FIN)
- Høgskolen i Hedmark (NOR)
- Universitetet i Oslo (NOR)
- Helsingin Yliopisto (FIN)
- Högskolan i Väst (SWE)
- Linnéuniversitetet (SWE)
- Lunds universitet (SWE)
- Norges Teknisk-Naturvitenskapelige Universitet (NOR)
- Tampereen Yliopisto (FIN)
- Tallinna Ülikool (EST)
- Tartu Ülikool (EST)
- Universitetet i Tromsø (NOR)
- Turun Yliopisto (FIN)
- Uniwersytet Im. Adama Mickiewicza (POL)
- Universität Ostfinnland (FIN)
- Vietnam National University of Hanoi (VNM)

## Projekte

### Nordischer Klang
Der Nordische Klang ist das größte jährliche Festival für Kultur aus Nordeuropa außerhalb Skandinaviens, das vom Verein „Kulturfestival Nordischer Klang e.V.“ seit 1992 ausgerichtet wird. Dieser ist fest mit dem Institut assoziiert. Das zehntägige Festival mit ungefähr 40–50 Veranstaltungen findet jährlich Anfang Mai in Greifswald statt.
Bei der Organisation wird das Team von Frithjof Strauß und Christine Nickel nicht nur von den Mitarbeitern des Instituts, sondern auch von zahlreichen Studierenden und Praktikanten tatkräftig unterstützt. Für letztere bietet das Festival die Chance, berufsrelevante Erfahrungen in der Kulturvermittlung zu sammeln. Zudem ermöglicht der Nordische Klang den direkten Kontakt mit nordeuropäischen Kulturschaffenden und stellt somit eine Bereicherung für das Studium am Institut dar.

### Neues Lesen Skandinavien
Diese Arbeitsgruppe läuft in Kooperation mit den Lehrstühlen für Skandinavistik bzw. Nordische Philologie in München und Wien und fokussiert in ihren Buchbesprechungen bewusst die Gegenwartsliteratur.

### Junge Literatur in Europa
Den Studierenden wird die Möglichkeit geboten, an einem Übersetzungsworkshop teilzunehmen – die Ergebnisse werden dann auf der Tagung Junge Literatur in Europa der Hans-Werner-Richter-Stiftung präsentiert. Diese Autorentagung findet jedes Jahr in Greifswald statt und bringt zahlreiche junge Schriftsteller aus ganz Europa zusammen, wobei traditionell ein Autor oder eine Autorin aus Finnland vertreten ist.

### Interstudies-Projekte

#### Baltic Cultures
Ziel dieses Projektes ist es, die Studierenden an den Umgang mit Social Media heranzuführen. Hierfür gestalten und betreuen sie ihren eigenen (Wordpress-)Blog und veröffentlichen darauf regelmäßig Beiträge mit Bezug zu Skandinavien und dem Ostseeraum. Zusätzlich werden der Blog und die Beiträge in den Sozialen Medien (Facebook, Twitter, Instagram) beworben und die Reichweite im Internet analysiert. Im Rahmen des Projektes werden auch Exkursionen durchgeführt, wie bspw. zu den Nordischen Filmtagen nach Lübeck.
Das Projekt richtet sich neben den Studierenden des Instituts für Fennistik und Skandinavistik auch an die Studierenden der anderen Philologien des Ostseeraums (Germanistik, Slawistik, Baltistik) und trägt somit auch zur Vernetzung der Studierenden bei. Betreut wird das Projekt von Berit Glanz, wissenschaftliche Mitarbeiterin am Lehrstuhl für Neuere Skandinavische Literaturen.

#### Neue Nordische Novellen
Die „Neuen Nordischen Novellen“ sind ein studentisches Übersetzungsprojekt, bei dem Kurzgeschichten und Gedichte preisgekrönter literarischer Newcomer und Necomerinnen aus dem Ostseeraum von Philologiestudierenden der Universität Greifswald aus den jeweiligen Originalsprachen ins Deutsche übersetzt und in einer Anthologie herausgegeben werden. Anfang 2021 erschien der siebte Band der Reihe unter dem Titel „Zeitstücke“ im „Heiner Labonde Verlag“.

## Belege
1. ↑  Vgl. Friese: 75 Jahre Nordisches Institut der Universität Greifswald. 1993, S. 6.
2. ↑  Vgl. Langer: Die Universität Greifswald als Mittler zwischen Schweden und deutschen Territorien (16. – 18. Jahrhundert). 1990, S. 27.
3. ↑  Vgl. Schmidt: Der Dreißigjährige Krieg. 2010, S. 81.
4. ↑  Vgl. Magon: Die Geschichte der Nordischen Studien und die Begründung des Nordischen Instituts. 1956, S. 245.
5. ↑  Vgl. Magon: Die Geschichte der Nordischen Studien und die Begründung des Nordischen Instituts. 1956, S. 260.
6. ↑  Vgl. Fietz: Nordische Studenten an der Universität Greifswald in der Zeit von 1815 bis 1933. 2004, S. 52.
7. ↑  Friese: 75 Jahre Nordisches Institut der Universität Greifswald. 1993, S. 1.
8. ↑  Lamprecht ca. 1916/17, zit. nach Höll: Die Nordeuropa-Institute der Universität Greifswald von 1918 bis 1945. 1997, S. 4.
9. ↑  Vgl. Höll: Die Nordeuropa-Institute der Universität Greifswald von 1918 bis 1945. 1997, S. 4.
10. ↑  Vgl. Höll: Die Nordeuropa-Institute der Universität Greifswald von 1918 bis 1945. 1997, S. 5.
11. ↑  Vgl. Menger: Zur Geschichte des Finnischlektorats an der Universität Greifswald. 2009, S. 34.
12. ↑  Vgl. Mitteilungen der Islandfreunde. 1934, S. 61.
13. ↑  Vgl. Friese: 75 Jahre Nordisches Institut der Universität Greifswald. 1993, S. 6 sowie Höll: Die Nordeuropa-Institute der Universität Greifswald von 1918 bis 1945. 1997, S. 14.
14. ↑  Höll: Die Nordeuropa-Institute der Universität Greifswald von 1918 bis 1945. 1997, S. 13.
15. ↑  Vgl. Höll: Die Nordeuropa-Institute der Universität Greifswald von 1918 bis 1945. 1997, S. 31.
16. ↑  Vgl. Höll: Die Nordeuropa-Institute der Universität Greifswald von 1918 bis 1945. 1997, S. 16.
17. ↑  Vgl. Höll: Die Nordeuropa-Institute der Universität Greifswald von 1918 bis 1945. 1997, S. 12.
18. 1 2  Vgl. Nase: „Att Sverige skall dominera här“. 2014, S. 61ff.
19. 1 2 3  Vgl. Nordisches Institut der Ernst-Moritz-Arndt-Universität Greifswald (Hg.): XII. Arbeitstagung der deutschsprachigen Skandinavistik am Nordischen Institut der Ernst-Moritz-Arndt-Universität Greifswald 17.–23. September 1995. 1995, S. 6.
20. 1 2 3  Vgl. Höll: Die Nordeuropa-Institute der Universität Greifswald von 1918 bis 1945. 1997, S. 23.
21. ↑  Höll: Die Nordeuropa-Institute der Universität Greifswald von 1918 bis 1945. 1997, S. 24.
22. 1 2  Vgl. Muschik: Im Dienst der „Arbeiter- und Bauernmacht“. 2004, S. 27f.
23. ↑  Vgl. Ernst-Moritz-Arndt-Universität Greifswald (Hrsg.): Universität Greifswald. Personal- und Vorlesungsverzeichnis Sommersemester 1951. 1951, S. 26.
24. ↑  Vgl. Friese: 75 Jahre Nordisches Institut der Universität Greifswald. 1993: 13f.
25. ↑  Friese: 75 Jahre Nordisches Institut der Universität Greifswald. 1993: S. 14.
26. ↑  Muschik: Im Dienst der „Arbeiter- und Bauernmacht“. 2004, S. 30.
27. ↑  Schmidt: Zur Stellung der Fennistik/Finnougristik in Deutschland. 2009, S. 69.
28. ↑  Vgl. Kress: Gegenstand und Anliegen der Nordistik in der DDR. 1957/1958.
29. ↑  Friese: 75 Jahre Nordisches Institut der Universität Greifswald. 1993, S. 18.
30. ↑  Friese: 75 Jahre Nordisches Institut der Universität Greifswald. 1993, S. 22.
31. ↑  Vgl. Nordisches Institut der Ernst-Moritz-Arndt-Universität Greifswald: XII. Arbeitstagung der deutschsprachigen Skandinavistik am Nordischen Institut der Ernst-Moritz-Arndt-Universität Greifswald 17.–23. September 1995. 1995.

1. ↑  Campus 1456 - Ausgabe 1/2018 - Studieren und Erleben - der nordische Klang. (PDF) Universität Greifswald, Die Rektorin, abgerufen am 15. Juli 2019.
2. ↑  Über Baltic Cultures. Archiviert vom Original (nicht mehr online verfügbar) am 15. Juli 2019; abgerufen am 15. Juli 2019.  Info: Der Archivlink wurde automatisch eingesetzt und noch nicht geprüft. Bitte prüfe Original- und Archivlink gemäß Anleitung und entferne dann diesen Hinweis.
3. ↑  Neue Nordische Novellen VII - Fennistik & Skandinavistik - Universität Greifswald. Abgerufen am 25. Februar 2021.

Koordinaten: 54° 5′ 46,5″ N, 13° 22′ 3,7″ O